# Comuna Șrubkiv, Letîciv
Șrubkiv (în ucraineană Шрубків) este o comună în raionul Letîciv, regiunea Hmelnîțkîi, Ucraina, formată din satele Șrubkiv (reședința) și Zapadînți.

## Demografie
Componența lingvistică a comunei Șrubkiv
     Ucraineană (98,38%)
     Rusă (1,52%)
     Alte limbi (0,1%)
Conform recensământului din 2001, majoritatea populației comunei Șrubkiv era vorbitoare de ucraineană (98,38%), existând în minoritate și vorbitori de rusă (1,52%).